# Konstantin Feoktistov (filminstruktør)
Konstantin Feoktistov (russisk: Константи́н Алекса́ндрович Феокти́стов) (født 24. marts 1981 i Karaganda i Sovjetunionen) er en russisk filminstruktør.

## Filmografi
- Kon Julij i bolsjije skatjki (Конь Юлий и большие скачки, 2020)[1][2]